# 捨身
捨身（しゃしん）とは、自らの肉体ないし財産を布施することである。

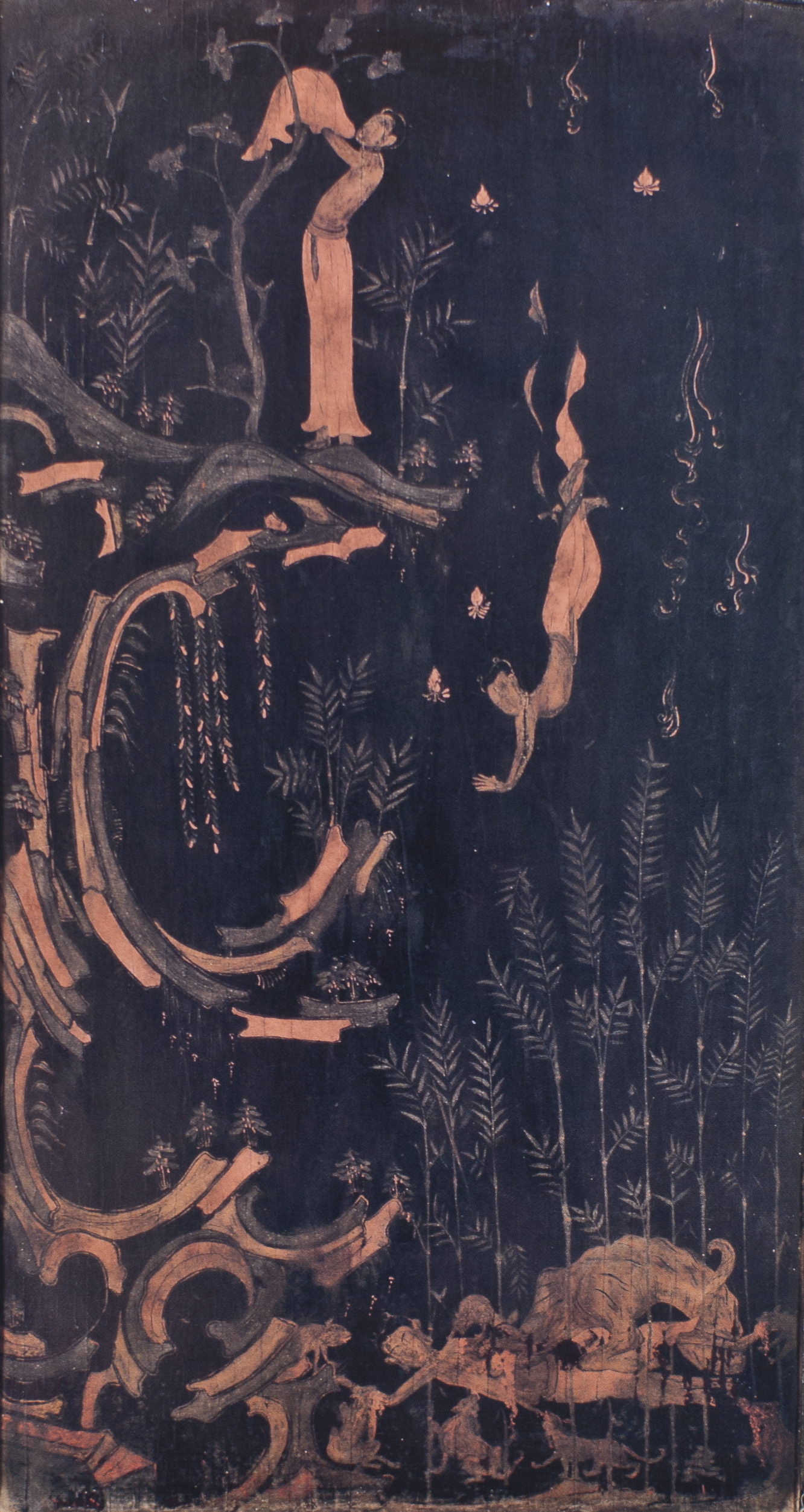
捨身飼虎図

## 前説
捨身とは字義通り自らの身を捨てることである。
ジャータカに出てくる飢えたバラモンを救うために自ら火に飛び込んだ月の兎、飢えた虎を救うために自らの肉体を捧げた捨身飼虎といった話が捨身の例とされている。しかしこれらはあくまで仏教説話であり事実ではない。
また鳩摩羅什訳法華経（妙法蓮華経）に次の一節がある。
薬王菩薩が前世に一切衆生喜見菩薩だった時に自らの身体に火を灯して燈明とし、仏を供養したという話である。これもまた説話であり、事実ではない。しかしこれらの説話を実際に実行に移した者が中国を始めとする東アジアで多数存在し、史書に名前を残している。
その具体的な行為としては、先述の「薬王菩薩本事」に影響を受けた「自らの体を燃やす」焼身（身体全体を燃やす場合と体の一部を燃やす場合とがある）・自らの肉体を食物として差し出す・自らの皮を剥ぎ、そこに血を持って写経する刺血写経などがある。その行為にどのような意義があるのかといえば。他者を救うため・三宝を供養するため・求法のため・自らの成仏のためなどである（詳しくは#捨身の意義と種類で後述）。
中国で仏教が盛んになり始めた魏晋南北朝時代に始まり、その後の歴代王朝でも盛んに行われた。また中国文化圏の日本・朝鮮・ベトナムにも影響を与え、これらの国々でも同種のことが行われた。

## 歴史

### 中国での展開
史書に現れる最も早い捨身の事例が東晋代に絶食をして死亡した釋僧群で（『高僧伝』巻12「亡身篇」）、それ以外に「亡身篇」では10人の捨身の例が挙げられている。これに続いて『続高僧伝』「遣身篇」・『宋高僧伝』「遣身篇」にも多くの事例が挙がる。
捨身の中でも一番代表的と言えるのが、自らの身体を燃やしてしまう焼身である。全身を燃やす（そして死ぬ）ことの他に、指を焼き落とす燃指・腕を燃やす燃臂、頭頂部に香（あるいは艾）を乗せてそれに火を付ける燃頂などの形態があった。一例を挙げると「冀州の人、法羽はかねてより薬王菩薩に倣って焼身を強く願っていた。彼のいた蒲坂を後秦の姚緒が平定したので、法羽は彼に焼身の意思を伝えた。姚緒は法羽に再考を促したが法羽の意思は固く、香油を飲み、布で身体を覆い、『金光明経』「捨身品」を唱え終わると自ら火を付けて果てた」（『高僧伝』「亡身篇」）。
焼身以外では捨身飼虎のように自らの身体を動物などの餌として捧げる、自らの皮を剥ぎそこに自らの血で写経をする刺血写経、それ以外にも投身・投水などや自身を売却して奴となってその金を困窮した人に与えるなどのパターンもあった。
またこれらの捨身から派生して、身体の代わりに財産を布施する捨身もあった。こちらは南朝斉の頃より見られるようになり、梁武帝が自らを三宝の奴として捨身した例が有名であろう。
その後の唐・宋代でも捨身は盛んに行われた。唐代には『法華経』を最高の位置に置く天台宗が誕生し、その門徒から捨身を行うものが多数出た。またこの頃になると出家者だけではなく、在家者でも多数捨身を行うものが現れる。唐の首都長安近郊にある法門寺には仏骨が収められており、30年ごとに長安近郊の寺を周回して開帳する習わしがあった。この開帳の際に多数の民衆が財産を布施するのみならず、焼身を行うことが多数発生した。このことに対する韓愈の批判文書が『論仏骨表』である。

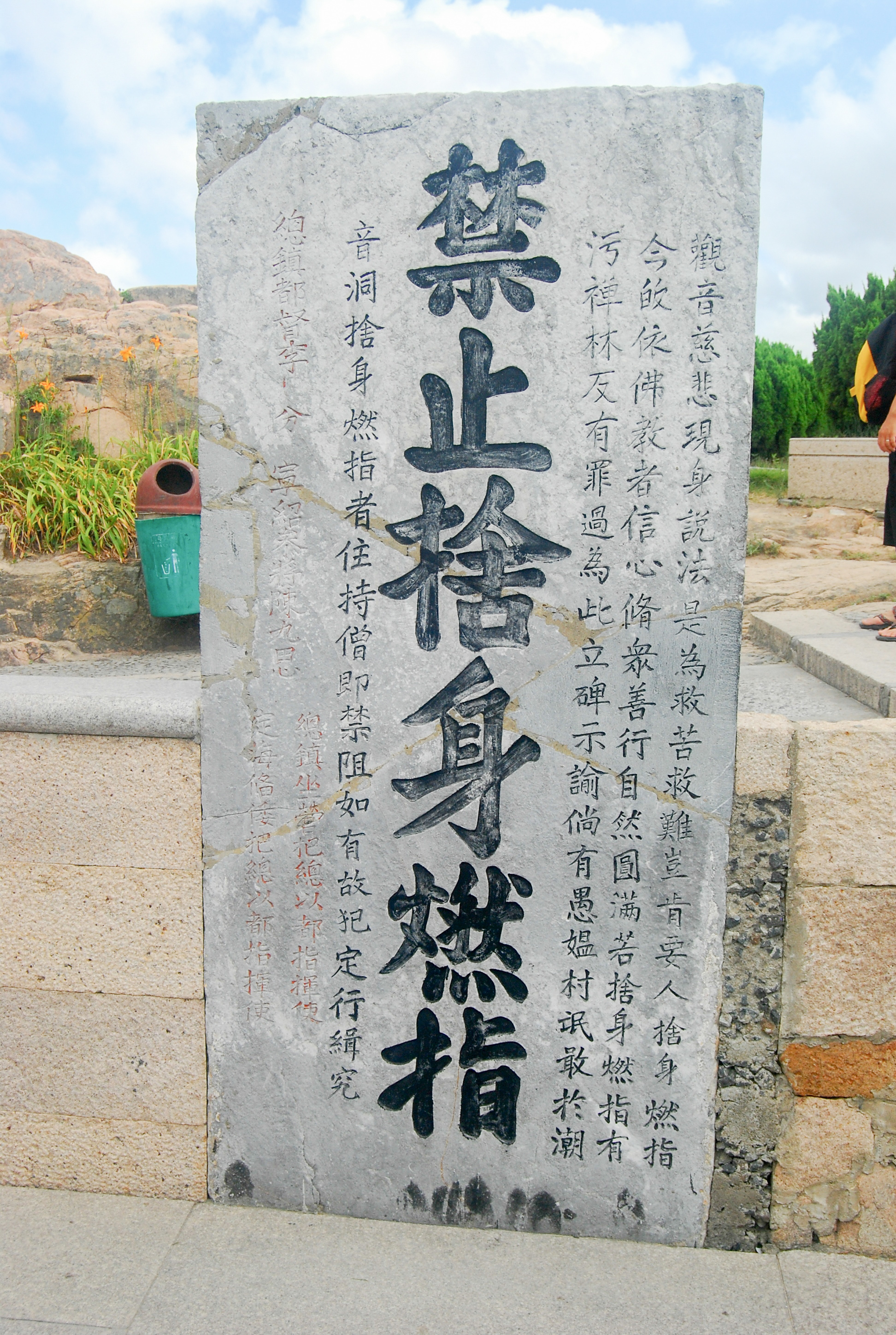
捨身燃指を禁止する石碑

またいつからか受戒の際の儀式として燃頂が取り入れられた。

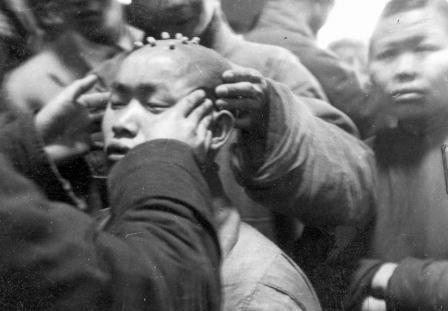
燃頂の儀式

### 周辺諸国への影響
日本への仏教の伝来とともにこれら捨身行も日本に輸入された。『僧尼令』に捨身を禁じる項目があるが、平安時代に特に多く行われた。また日本独自の捨身行として補陀落渡海が挙げられ、江戸時代まで盛んに行われた。

### 現代における捨身
20世紀に入っても捨身は行われた。
南ベトナム政府による仏教政策に抗議するために僧侶ティック・クアン・ドックはガソリンを被って焼身を遂げ、世界中に衝撃を与えた。またチベット自治区においては中国政府の政策に反対することを示すために僧俗問わず多数の焼身が行われた。

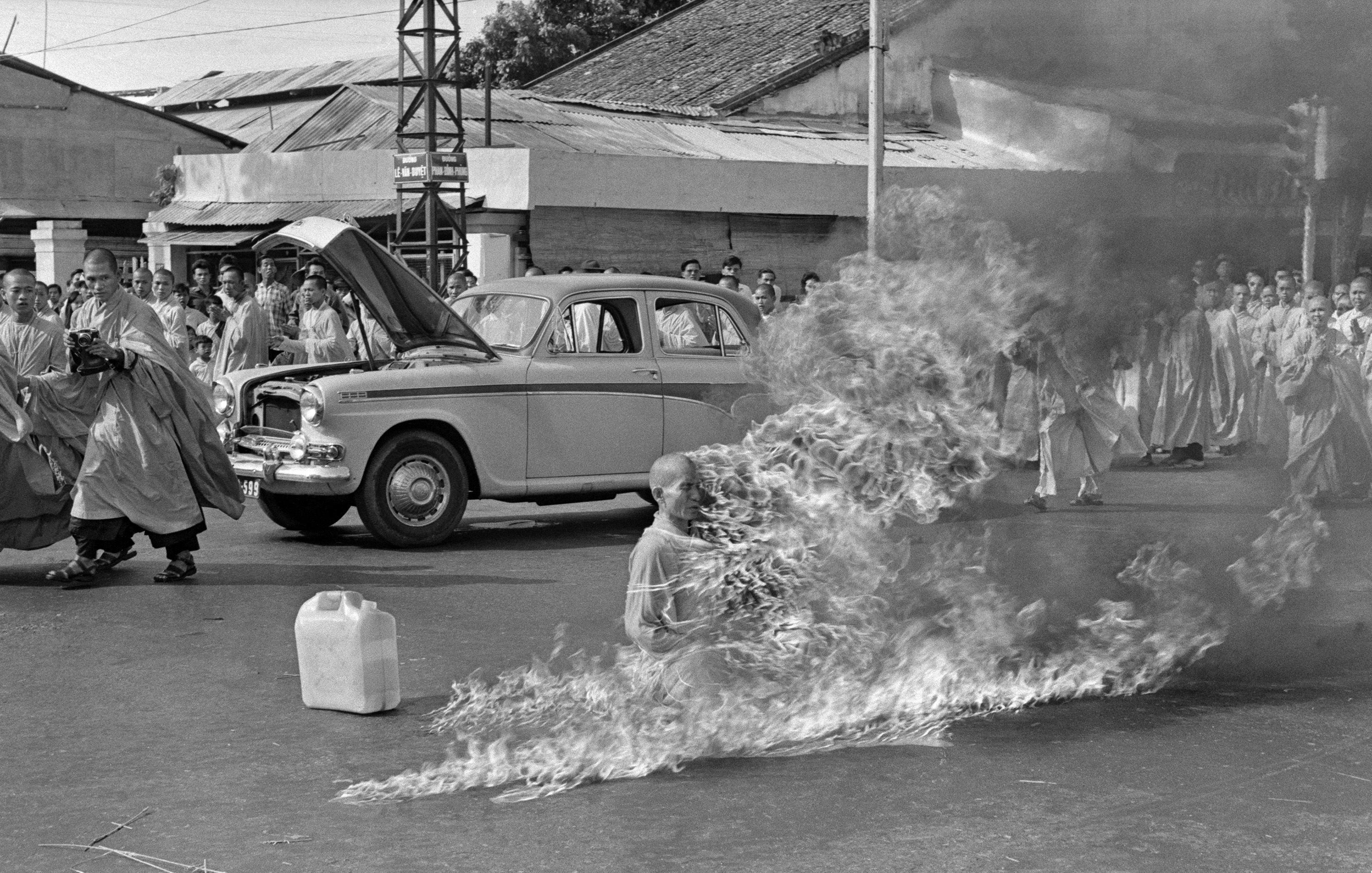
ティック・クアン・ドックによる焼身

## 捨身の背景

### 捨身の意義と種類
自らの身体を捨て去るという激烈な行為を行う捨身行であるが、そもそも何の意義があってこのようなことをするのであろうか。
このことについて名畑応順は捨身を「捨身供養・捨身施輿・捨身往生・捨身護法」の四種に分類し、これを受けた船山徹は「他者を救助するための捨身・三宝を供養するための捨身・求法のための捨身、または求法の決意をしめす捨身・肉鱒の束縛からの解放を求める捨身」と分類した。

#### 捨身供養
三宝を供養するため（捨身供養）の捨身である。前述の「薬王菩薩本事」に影響を受けた、自らの身体に火を付けて燈明として供養する事例が最も多い。これを焼身という。全身を燃やして（死ぬ）ことの他に、指を燃やす（燃指）・腕を燃やす（燃臂）・頭頂部を燃やす（燃頂）などがある。
捨身供養のもう一つの形態として刺血写経がある。『梵網経』に「皮を剥いで紙となし、血を刺して墨となし、髄を持って水となし、骨を折いて筆となし、仏の教えを書写すべし」という一節がある。その言葉を実践した「血字経」が存在している。

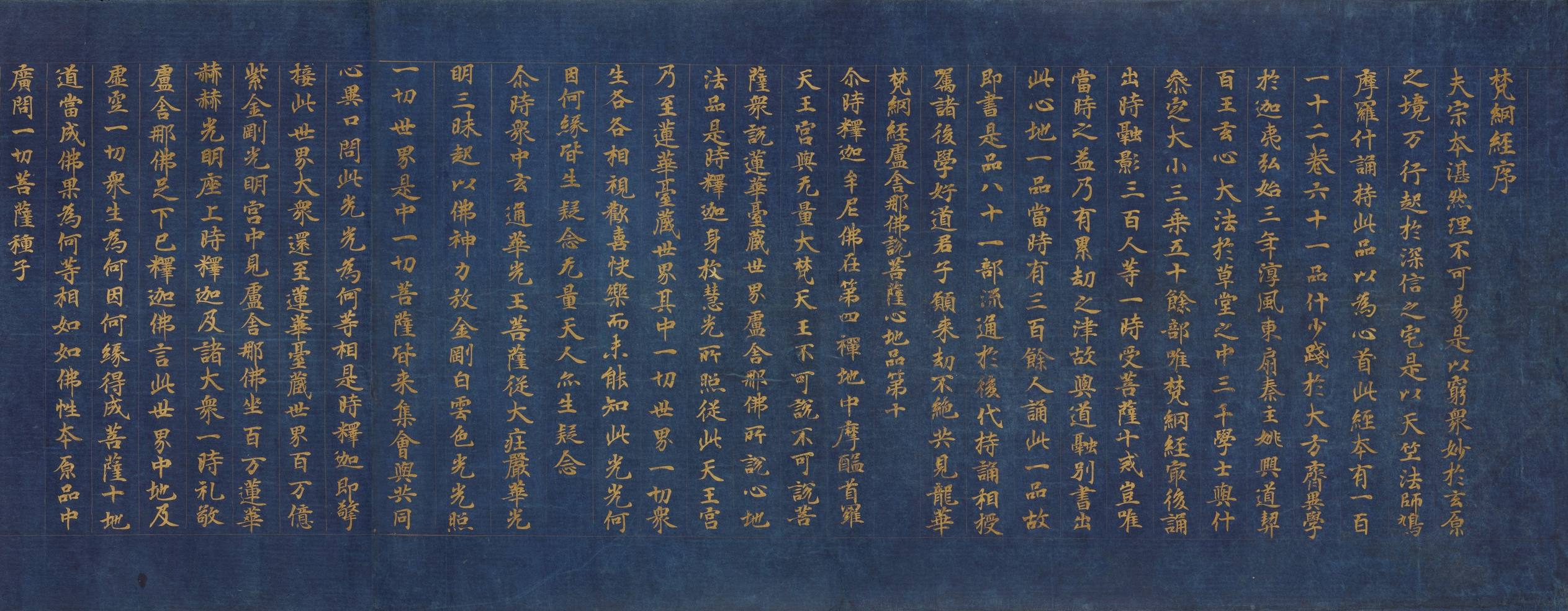
『梵網経』本体部分

#### 捨身施輿
次に挙げられる目的が他者を救済するために行う捨身（捨身施與）である。上述の「捨身飼虎」が典型的であるが、実際の事例としても北涼の僧法進が飢えた人民のために自らのもも肉を切り裂いて与えた（『高僧伝』）という話が残る。

#### 捨身護法（求法）

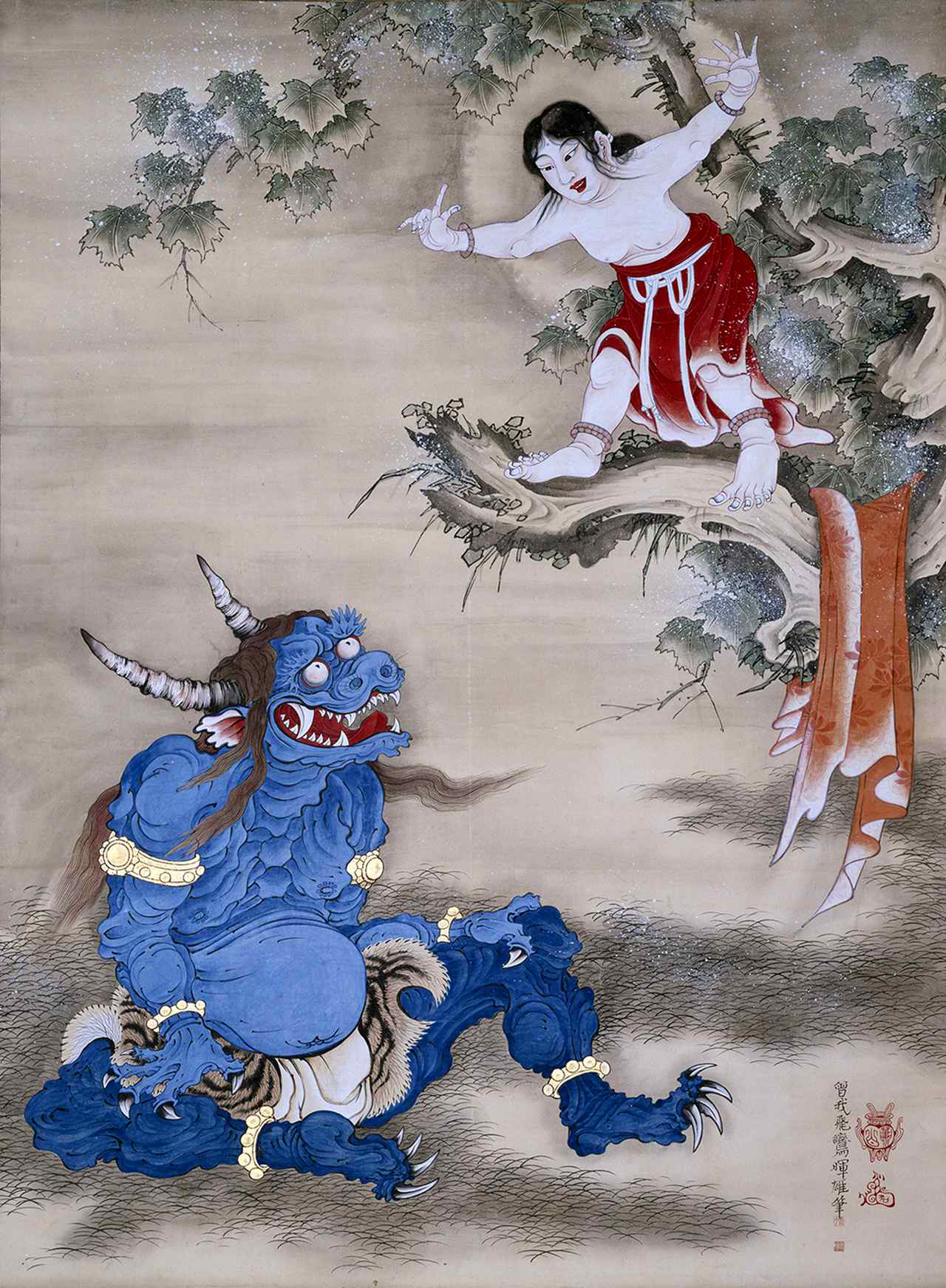
雪山童子図

慧可断臂図

護法・求法のための捨身。半偈を聞き出すために羅刹にその身を捧げた雪山童子の説話が典型。また慧可が達磨に弟子入する際に自ら腕を断ったという話もこれである。前述のティック・クアン・ドックの焼身もまた政府の仏教政策に反対するという捨身護法に属するであろう。

#### 捨身往生
捨身往生とは、自らの肉体を捨て去ることによって浄土へと生まれ変わることが出来るという思想である。
実例を挙げれば唐代の僧侶善導がある者から「今、阿弥陀仏の名を念ずれば、きっと浄土に生まれますか」と問われ、善導が「そうだ」と答えるとその者は阿弥陀仏の名を唱えながら木の上から飛び降りて果てたという話がある（『続高僧伝』巻27）
この捨身往生の思想について神滅論・神不滅論の影響を説く者もある。

### 捨身と自殺
仏教には不殺生戒があり、他者の命を故意に奪うことを固く禁じている。では自らの命を奪う自殺は仏教ではどう扱われるのか。
これに関しては文献・論者ごとに様々な観点・意見があり統一した見解を求めることは難しいが、少なくともキリスト教・イスラム教のような「絶対の禁止」ではないということは言えると思われる。
釈迦在世時、ヴァッカリ（跋迦梨）やチャンナ（闡陀）、ゴーディカ（瞿低迦）といった人々がそれぞれの事情で自殺したが、釈迦はこれらに対して特に非難はしていない。また別の話として、これも釈迦在世時に釈迦が教団の比丘たちに不浄観を説いたところ、比丘たちは自らの身体を悪むようになり、自殺するものが相次いだ。また比丘の中には他人に依頼して自らを殺させたものもおり、釈迦はこれに対して比丘たちの行為を偸蘭遮罪（ちゅうらんじゃ、三番目に重い罪、懺悔をすることで許される）とした（『雑阿含経』）。但しこれは自殺というよりも嘱託殺人の罪を問うているものであり、自殺一般が偸蘭遮罪であるということではないと思われる。この二つの事例の間の違いとして、前者3人がすでに解脱者であったということが挙げられる、解脱者ではない者の自殺は無駄に輪廻転生の回数を一回増やすだけなのである。また違う話では突吉羅（最も軽い罪。心のなかで懺悔すれば許される）であるとしている場合もあり、一定の見解を見ない。
なお自殺を幇助する者、自殺を賛美して他人に勧める者などは波羅夷罪（最も重い罪・教団追放に処される）とされたことを付記しておく。